# Барбадос на літніх Олімпійських іграх 2020
Барбадос на літніх Олімпійських іграх 2020 представляли вісім спортсменів у двох видах спорту. Це був тринадцятий виступ країни на літніх Олімпійських іграх. Барбадос брав участь у всіх Іграх з моменту дебюту країни в 1968 році, за винятком літніх Олімпійських ігор 1980 року в Москві, через часткову підтримку бойкоту під проводом США.

## Спортсмени
| Вид спорту     | Чоловіки | Жінки | Загалом |
| -------------- | -------- | ----- | ------- |
| Легка атлетика | 3        | 3     | 6       |
| Плавання       | 1        | 1     | 2       |
| Загалом        | 4        | 4     | 8       |

## Результати

### Легка атлетика

#### Чоловіки
| Дисципліна             | Спортсмен      | Відбірковий раунд | Відбірковий раунд | Перше коло | Перше коло | Півфінал        | Півфінал        | Фінал           | Фінал           |
| Дисципліна             | Спортсмен      | Результат         | Місце             | Результат  | Місце      | Результат       | Місце           | Результат       | Місце           |
| ---------------------- | -------------- | ----------------- | ----------------- | ---------- | ---------- | --------------- | --------------- | --------------- | --------------- |
| 100 метрів             | Маріо Бурк     | не брав участі    | не брав участі    | 15,81      | 9          | Завершив виступ | Завершив виступ | Завершив виступ | Завершив виступ |
| 400 метрів             | Джонатан Джонс | Н/Д               | Н/Д               | 45,04SB    | 2Q         | 45,61           | 8               | Завершив виступ | Завершив виступ |
| 110 метрів з бар'єрами | Шейн Братуейт  | Н/Д               | Н/Д               | 13,64      | 6          | Завершив виступ | Завершив виступ | Завершив виступ | Завершив виступ |

#### Жінки
| Дисципліна             | Спортсмен       | Відбірковий раунд | Відбірковий раунд | Перше коло | Перше коло | Півфінал         | Півфінал         | Фінал            | Фінал            |
| Дисципліна             | Спортсмен       | Результат         | Місце             | Результат  | Місце      | Результат        | Місце            | Результат        | Місце            |
| ---------------------- | --------------- | ----------------- | ----------------- | ---------- | ---------- | ---------------- | ---------------- | ---------------- | ---------------- |
| 100 метрів             | Трістан Евелін  | не брав участі    | не брав участі    | 11,42      | 6          | Завершила виступ | Завершила виступ | Завершила виступ | Завершила виступ |
| 400 метрів             | Сада Уільямс    | Н/Д               | Н/Д               | 51,36SB    | 3Q         | 50,11NR          | 3                | Завершила виступ | Завершила виступ |
| 400 метрів з бар'єрами | Тіа-Адана Белль | Н/Д               | Н/Д               | 55,69SB    | 2Q         | 59,26            | 8                | Завершила виступ | Завершила виступ |

### Плавання

#### Чоловіки
| Дисципліна                | Спортсмен    | Відбірковий раунд | Відбірковий раунд | Півфінал        | Півфінал        | Фінал           | Фінал           |
| Дисципліна                | Спортсмен    | Результат         | Місце             | Результат       | Місце           | Результат       | Місце           |
| ------------------------- | ------------ | ----------------- | ----------------- | --------------- | --------------- | --------------- | --------------- |
| 200 метрів вільним стилем | Алекс Соберс | 1:48,09           | 29                | Завершив виступ | Завершив виступ | Завершив виступ | Завершив виступ |
| 400 метрів вільним стилем | Алекс Соберс | 3:59,14           | 34                | Н/Д             | Н/Д             | Завершив виступ | Завершив виступ |

#### Жінки
| Дисципліна          | Спортсмен     | Відбірковий раунд | Відбірковий раунд | Півфінал         | Півфінал         | Фінал            | Фінал            |
| Дисципліна          | Спортсмен     | Результат         | Місце             | Результат        | Місце            | Результат        | Місце            |
| ------------------- | ------------- | ----------------- | ----------------- | ---------------- | ---------------- | ---------------- | ---------------- |
| 100 метрів на спині | Даніель Тітус | 1:04,53           | 37                | Завершила виступ | Завершила виступ | Завершила виступ | Завершила виступ |